# جوش أرشيبالد
جوش أرشيبالد هو لاعب هوكي الجليد كندي، ولد في 6 أكتوبر 1992 في ريجاينا في كندا.

## وصلات خارجية
- جوش أرشيبالد على موقع دوري الهوكي الوطني (الإنجليزية)
- جوش أرشيبالد على موقع EliteProspects.com (الإنجليزية)
- جوش أرشيبالد على موقع Eurohockey.com (الإنجليزية)
- جوش أرشيبالد على موقع HockeyDB.com (الإنجليزية)
- جوش أرشيبالد على موقع Hockey-Reference.com (الإنجليزية)